# Aphanobasidium
Aphanobasidium Jülich (żelkówka) – rodzaj grzybów z rodziny Radulomycetaceae. W Polsce występuje Aphanobasidium pseudotsugae.

## Charakterystyka
Grzyby kortycjoidalne o bazydiokarpie rozproszonym, rozpostartym, cienkim, skórzastym, o jasnej barwie i gładkim hymenoforze. System strzępkowy monomityczny, strzępki generatywne ze sprzążkami, szkliste, cienkościenne. cystyd brak. Pleurobazydia małe, cienkościenne z czterema, rzadko dwoma sterygmami i sprzążką bazalną. Bazydiospory szkliste, elipsoidalne, gładkie, cienkie lub o lekko pogrubionych ściankach i nieamyloidalnych.
Owocniki Aphanomyces wydzielają po dotknięciu charakterystyczny zapach fenolu. Do rodzaju tego należy duża i zróżnicowana grupa gatunków z pleurobazydiami i gładkimi, nieamyloidalnymi bazydiosporami. Wydzielanie zapachu fenolu jest charakterystyczne także dla rodzajów Pterula i Radulomyces.

## Systematyka i nazewnictwo
Pozycja w klasyfikacji: Radulomycetaceae, Agaricales, Agaricomycetidae, Agaricomycetes, Agaricomycotina, Basidiomycota, Fungi (według Index Fungorum).
Synonim naukowy: Lepidomyces Jülich. Nazwa polska według K. Karasińskiego.
Gatunki występujące w Polsce:
- Aphanobasidium pseudotsugae (Burt) Boidin & Gilles 1989 – żelkówka grubościennozarodnikowa[2]
- Aphanobasidium subnitens (Bourdot & Galzin) Jülich 1979[5]

Nazwy naukowe na podstawie Index Fungorum. Wykaz gatunków i nazwy polskie według D. Karasińskiego i innych.